# Tayport
Tayport est une ville située dans le Fife, en Écosse. En 2020 la population de Tayport est estimée à 3 750 habitants.